# Burkhard Cordes
Burkhard Hans Otto Cordes (Darmstadt, 15 de maio de 1939) é um velejador brasileiro.
Filho de Otto Cordes, campeão olímpico alemão de polo aquático em Amsterdã 1928 e prata em Los Angeles 1932. Integrante do Yacht Club Santo Amaro, um clube paulista de iatismo fundado por imigrantes alemães nos anos 20 do século passado, em dupla com Reinaldo Conrad conquistou a medalha de bronze na Vela - classe Flying Dutchman - nos Jogos Olímpicos da Cidade do México 1968, a primeira medalha olímpica da vela brasileira.
Participou também dos Jogos de Munique 1972 com um quarto lugar na classificação.
Além da medalha olímpica, Cordes tem duas medalhas em Jogos Pan-Americanos, sempre na Flying Dutchman e em dupla com Conrad: um ouro na Cidade do México 1975  e uma prata em Winnipeg 1967.
Participou tambémde  tres mundiais da classe  FD sempre em dupla com Reinaldo Conrad com um quarto lugar em Montreal (Canada 1967) quarto lugar em Napoli (Italia 1969) e terceiro em Rochester (USA 1973)
Após deixar a vela ficou participando de Campeonatos Master de Natação no Brasil